# Hlawa
Hlawa, zwany również Głowaczem – fikcyjna postać z powieści Krzyżacy Henryka Sienkiewicza (1897–1900); Czech, szlachcic, jeniec wojenny Zycha ze Zgorzelic, giermek, którego Jagienka przeznaczyła dla Zbyszka z Bogdańca. Był przywiązany do swego pana. Uchodził za silnego i odważnego.

## Przydomek
W języku czeskim „hlava” [hlawa] oznacza głowę. Zbyszko nazywał go „z polska” Głowaczem.

## Życiorys
Hlawa pochodził z Czech, był włodyką, szlachcicem. Pod Bolesławcem pojmał go w niewolę Zych ze Zgorzelic i oddał w posługi swojej córce Jagience. Z szacunkiem i sympatią odnosił się do Zycha, a z uwielbieniem do Jagienki. „Sam on miłował Jagienkę, ale tak jako poddany miłuje córkę króla, więcej z pokorą i czcią największą, a bez żadnej nadziei”.
Jagienka oddała go Zbyszkowi, gdy ten wyjechał z Bogdańca. Gdy przybył na wierzchowcu, wyposażony w kuszę, topór, żubrzą skórę oraz prezent dla nowego pana – sukienną opończę, Zbyszko chciał go odprawić z powrotem do dziewczyny, jednak Hlawa odparł:

– Nie wrócę, panie. Mnie wam podarowali, a prócz tego ja zaprzysiągł do śmierci wam służyć.

Finalnie Zbyszko pozwolił mu zostać swoim pachołkiem oraz giermkiem.
Czech przybył na dwór księcia wraz ze Zbyszkiem i podczas polowania uratował życie swojemu panu, zabijając tura, który go zaatakował. Potem pojechał po księdza Wyszonka, by ten zajął się chorym. Następnie zostaje posłany do czterech Krzyżaków, którzy uknuli spisek przeciwko Danusi, aby przekazać im od Zbyszka, że niesłusznie oskarżają Juranda. Wówczas zauważył on de Fourcy’ego zabitego przez nich, więc zakonnicy postanowili pozbyć się giermka.

(...) błysnął nożem przy gardle giermka. Lecz nim zdołał pchnąć, Czech, który już od dawna śledził jego ruchy, chwycił go swymi żelaznymi rękoma za prawicę, wygiął ją, zakręcił, aż chrupnęły stawy i kości – i dopiero usłyszawszy okropny ryk bólu, wspiął konia – i pomknął jak strzała, zanim inni zdołali mu zastąpić.

Danveld postanowił oskarżyć Hlawę o śmierć de Fourcy’ego. Ten zaś powrócił na dwór księcia, gdzie dworzanie potwierdzili, że Głowacz wyjechał bez broni i nie mógł być winny. Mrokota z Mocarzewa oraz książę pochwalili natomiast siłę giermka.
Chętnie brał udział w walkach, nienawidząc Krzyżaków. Gdy Zbyszko miał walczyć z Rotgierem, on podjął walkę z jego giermkiem – van Kristem. Bał się o Zbyszka walczącego z Rotgierem i obiecał sobie, że gdy Krzyżak przewróci go: „Bóg mi, jeśli pan padnie, huknę Niemca obuchem między łopatki, aby się też wykopyrtnął”.
Zakochany był z wzajemnością w Anuli Sieciechównie, towarzyszce Jagienki. Wziął z nią ślub i zaopiekował się Spychowem.

## Hlawa w adaptacji filmowej
W filmie w reżyserii Aleksandra Forda (1960) rolę czeskiego giermka zagrał Mieczysław Stoor.

## Recepcja
Według literatury naukowej umieszczenie postaci Hlawy w powieści było wyrazem „czeskofilskich” skłonności Henryka Sienkiewicza, który w obliczu jubileuszu dwudziestopięciolecia pracy pisarskiej odwzajemnił się swoim czeskim wielbicielom. 

Głowacz wrasta w rycerstwo polskie i synowie czy wnuki dzierżawcy Spychowa może tylko w legendzie herbowej przechowują pamięć, skąd ród pochodził.

## Odniesienia
W 2012 roku krótki epizod z powieści – kiedy Niemiec van Krist przechwalał się w Warszawie rzekomymi zwycięstwami Krzyżaka Rotgiera, wobec czego Hlawa chwycił go za brodę i zadarł mu głowę, mówiąc: „Jeślić nie wstyd łgać wobec ludzi, spójrz w górę, że to i Bóg cię słyszy! I trzymał go tak przez tyle czasu, ile trzeba na zmówienie Ojcze nasz” – posłużył profesorowi Józefowi Szaniawskiemu w jego ostatniej publikacji w „Naszym Dzienniku” jako nawiązanie do działalności premiera Polski Donalda Tuska oraz ministrów jego rządu na tle m.in. afery Amber Gold. Zadedykował ten cytat głowie państwa i innym zwierzchnikom.